# Asociación de Víctimas del Dopaje
La Asociación de Víctimas del Dopaje (Doping-Opfer-Hilfe e. V. en alemán) es una asociación que presta ayuda a deportistas víctimas del dopaje, especialmente los que compitieron en la República Democrática Alemana. La presidenta es Ines Geipel, que sustituyó al médico que la presidió desde su fundación hasta el año 2012, Klaus Zöllig. Se fundó en 1999, y forma parte de la Union der Opferverbände Kommunistischer Gewaltherrschaft («unión de asociaciones de víctimas de la tiranía comunista»).
La asociación entrega desde el año 2000 la medalla Heidi Krieger a personas que hayan destacado por su lucha contra el dopaje.